# トゥエルブスタッグ
『トゥエルブスタッグ』（XIISTAG）は有限会社トライアングル・サービスが開発し、2002年に稼動開始した業務用シューティングゲームである。販売元はタイトー。

## ゲームシステム
8方向レバー、2ボタン（ショット、バリア）でプレイヤー機を操作する。全8ステージ構成。
ショットはパワーアップアイテムを取るごとに攻撃範囲が広がる。

### サイドアタック&BFアタック
横、または後方への攻撃方法。サイドアタックまたはBFアタックで敵機を破壊すると、得点に倍率が掛かる。倍率はこの方法で連続して敵機を破壊することで上昇し、最大12倍。
サイドアタックのコマンドとその稼ぎ方法より、レバーを激しく左右に振りすぎ、腱鞘炎になったプレイヤーが続出した事がある。
サイドアタック
レバーを横方向に入力して素早く逆方向を入力すると左右にサイドアタックが撃てる。この時、逆方向入力を2回行う（実際の入力としては←･→･→）と、より強力なサイドアタック（レベル2）となる。
サイドアタックを出した後に交互に素早く左右入力を行うことでも、サイドアタックレベル2を連続で繰り出すことができる。
BFアタック
自機の後方に出ている噴射炎（バックファイア）にはわずかながら攻撃力がある。

### バリア
いわゆるボンバーにあたる。
発動位置を起点に設置され、一定時間攻牲バリアフィールドが徐々に広がる。自機はバリアの中にいる間は無敵。また、バリアで敵弾を消すと1発あたり最大1000点が入るため、スコア稼ぎにもなる。
バリアは敵機を一定数破壊すると出現するボムアイテム（なぜか用語が統一されていない）を獲得することで、最大5発までストックできる。

## 移植
PlayStation 2版が、2003年3月20日にタイトーより発売された。移植版の開発はドリームスが行った。
タイトルを『XIIZEAL』（トゥエルブジール）と改題したものが、アイディアファクトリーのMicrosoft Windows向けゲームダウンロードサービス『gameZanmai.com』にて2006年12月28日より提供開始された他、2007年にはWindows Mobile版がEurosoftよりダウンロード販売された。Windows Mobile版は、自機をタッチペンで動かす事も可能となっている。
2013年5月30日にはデルタジール(G-STREAM G2020)と共にシューティングラブ。10周年 ～XIIZEAL & ΔZEAL～としてXbox 360に移植された。
2015年6月6日にはWindows版がSteamにて配信となった。

## 開発スタッフ
- プログラム - T.Fujino（藤野俊昭）
- サウンド - Naoto（田辺裕詞）